# Karin Bencze
Karin Bencze, née le 18 mai 1952 à Bad Lauchstädt est femme politique est-allemande. Elle est députée à la Chambre du peuple à la fin de la RDA, entre les premières élections libres du pays et la réunification allemande. Elle est membre de la Ligue démocratique des femmes d'Allemagne.